# David Pojkar
David Pojkar (* 4. června 1981 v Praze) je bývalý český hokejista hrající na postu obránce.

## Kariéra
Hokejovou kariéru začínal za klub HC Sparta Praha. Odchovancem je však jejího pražského rivala HC Slavia Praha a mezi lety 2012–14 hrál za tým BK Mladá Boleslav, kde hostoval z klubu HC Slovan Ústečtí Lvi.
Je juniorským mistrem světa z šampionátu 2001 v ruské Moskvě.
Je ženatý a má dceru a syna.

## Dosažené úspěchy
- Reprezentační výběr ČR 16 a 17letých
- Mistrovství světa do 18 1999 – 5. místo
- Mistrovství světa juniorů 2001 – 1. místo
- Vicemistr ELH s týmem HC Slavia Praha v sezóně 2003/04 a 2005/06